# Estanislau Vallverdú Villalonga
Estanislau Vallverdú Villalonga   (Vilanova i la Geltrú, 30 d'octubre de 1904 - Oia, 4 d'abril de 1939), conegut artísticament amb el sobrenom de Lau, fou un dibuixant, caricaturista i actor amateur i activista polític que va treballar a la Pirelli i fou una víctima de la Guerra Civil.